# GarageBand
GarageBand es una aplicación informática que permite al usuario crear piezas de música y podcast. Es desarrollado por Apple, Inc para sus sistemas operativos iOS, iPadOS y macOS. Su sistema de creación musical y de pódcast les permite a los usuarios crear múltiples pistas con teclados MIDI preconfeccionados, loops preconfeccionados y un rango de efectos instrumentales y voces grabadas.
La aplicación fue presentada en Macworld Conference & Expo de 2004.

## Descripción
La aplicación no está destinada a los músicos profesionales pero se utiliza para ayudar a principiantes a producir música fácilmente. GarageBand viene con 1000 loops sampleados y 50 instrumentos sampleados o sintetizados, los cuales pueden ser reproducidos usando un teclado MIDI conectado a la computadora o usando un teclado en pantalla. Loops e instrumentos adicionales están disponibles en los cuatro GarageBand Jam Packs, productos separados vendidos por Apple. Cada pack de expansión cuesta 99$ y agrega más de dos mil loops y una docena de instrumentos musicales. Una selección de loops de demostración de cada uno de los Jam Packs están disponibles para descargar gratuitamente para usuarios que tengan una cuenta .Mac. Hay varias otras compañías que ofrecen ejemplos de loops para GarageBand de Apple, tanto en CD como en pack descargables de loops. Los usuarios también pueden grabar sus propios loops a través de un micrófono o de un teclado MIDI.

## Historia
GarageBand fue creado por Apple bajo la dirección del doctor Gerhard Lengeling, que era formalmente de la compañía Emagic, de Alemania, que trabajan con Logic Audio.
La aplicación fue anunciada por primera vez por Steve Jobs en su discurso en la Macworld Conference & Expo en San Francisco el día 6 de enero de 2004. El músico John Mayer le ayudó en la demostración.
Trent Reznor, el líder de la banda Nine Inch Nails, lanzó algunas canciones de su álbum de 2005 llamado With Teeth como archivos de GarageBand, permitiendo a cualquiera hacer libremente remixes de estos temas.
GarageBand también puede ser comprado como parte de la suite de aplicaciones iLife. Además de GarageBand, iLife incluye iPhoto, iMovie, iDVD, iTunes y iWeb.
GarageBand 2 fue anunciado en la Macworld Conference & Expo el día 11 de enero de 2005. Una de las características principales era la posibilidad de ver y editar música en notación musical, grabar hasta 8 pistas de una sola vez y también poder arreglar el tiempo y la altura de las grabaciones. Salió a las tiendas, como se anunció, el día 22 de enero de 2005.
GarageBand 3 anunciado en la Macworld Conference & Expo de 2006 incluía un 'estudio de podcast', incluyendo la posibilidad de usar más de 200 efectos y jingles, además de la integración con iChat para entrevistas a distancias.
GarageBand 4 (2008) forma parte de iLife '08. Incorpora la habilidad de grabar secciones de canciones separado, tales como puentes, o líneas de estribillo. Además ofrece una mejora en la automatización de tempos e instrumentos, la creación de poli-tonos para iPhone, y la nueva herramienta "Magic GarageBand", que incluye jam sesions virtuales con una completa visualización de los instrumentos en 3D.
GarageBand 5 (2009) forma parte de iLife '09. Incluye lecciones de música a través de vídeos, realizadas por diversos artistas. También ofrece una mejora en las herramientas de guitarra eléctrica, incluyendo simuladores de amplificadores y de pedales.
GarageBand 6 (2010) forma parte de iLife '11. Incluye la herramienta Flex Time, que permite ajustar el ritmo de la grabación. También incluye la capacidad para que coincida el tempo de una pista con otra al instante, más amplificadores de guitarra y más lecciones musicales, entre otras mejoras.
GarageBand 10 (2013) fue lanzado junto con OS X 10.9 Mavericks en octubre de 2013.
Apple Actualizo GarageBand 10 para Mac el 20 de marzo de 2014. Version 10.0.2 añadiendo la habilidad de exportar tracks en Formato MP3 como también, en el nuevo Módulo de Batería, pero removieron el soporte para podcasting; los usuarios con archivos de podcast creados con GarageBand 6 podrán seguir editando sus archivos con versiones anteriores.
La Versión GarageBand 6, no será removido; será guardado en el folder de GarageBand
GarageBand fue originalmente desarrollado por la empresa alemana Emagic, desarrolladores del programa profesional de música Logic Audio. (Emagic fue adquirida por Apple en julio de 2002.)

## Características

### Grabación de audio
GarageBand es una estación de trabajo de audio digital (DAW) y secuenciador de música que puede grabar y tocar varias pistas de sonido. Los filtros construidos dentro del programa que usan AU (Unidades de Audio) estándar permiten al usuario mejorar las pistas de audio con algunos efectos, incluyendo reverberación, eco y distorsión además de otros.
GarageBand también ofrece la habilidad de grabar en resolución de audio tanto de 16-bit como de 24-bit, pero en un rango fijo de 44.1 kHz. Un sistema de entonación incluido ayuda a la corrección del tono y puede imitar eficazmente el efecto de Auto-Tune cuando se pone al máximo nivel. El programa también tiene un gran rango de efectos programados para escoger, además de opciones para crear tus propios efectos.

### Instrumentos virtuales de software
GarageBand incluye una larga selección de instrumentos virtuales realistas. Pueden ser muy útiles para componer o simplemente para tocar a través de un teclado MIDI conectado por USB al ordenador. También, el programa incluye un teclado virtual del cual cada nota está asignada a una tecla del teclado del mismo ordenador (QWERTY). De esta manera el usuario puede tocar, grabar o componer música sin necesidad de un teclado externo.
Cada sintetizador tiene una amplia variedad de parámetros ajustables, incluyendo riqueza, deslizamiento, acortar, ataque estándar, delay, etc. Esto permite un abanico de posibilidades de creación de sonido.

### Características de las Guitarras
Aparte de los instrumentos virtuales, GarageBand permite grabar con instrumentos reales y una de las herramientas más completas para esto son los simuladores para guitarra eléctrica. Conectando una guitarra al ordenador el programa nos permite elegir un amplificador (desde simuladores de Marshalls a Oranges o Fenders), del cual podemos editar sus parámetros, al igual que un amplificador real. También nos permite elegir entre diferentes simuladores de pedales para que encontremos nuestro sonido perfecto.

### Edición MIDI
GarageBand puede importar archivos MIDI y ofrece teclados de piano, playbacks y ediciones de estilos de anotaciones. Complementando el MIDI estándar, un usuario puede editar muchos aspectos diferentes de una nota grabada, incluyendo el tono, la velocidad y la duración. La entonación se establece en 1/128 de un semitono, en una escala del 0 al 127 (a veces una escala de 1-128, para una mayor claridad). La velocidad, que determina la amplitud (volumen), puede establecerse y ajustarse en una escala de 0 a 127. La duración de una nota se puede ajustar manualmente a través del teclado de piano o el score view, o la vista de la transcripción. Los ritmos de la nota pueden tocarse mediante los instrumentos de software o las sintonías de piano creadas; la corrección de los ritmos también está incluida para poder colocar notas en cualquier tiempo en las subdivisiones de un compás. GarageBand también ofrece las capacidades globales de edición de información MIDI en relación con el Enhanced Timing, conocido como Cuantificación. A pesar de que ofrece unos controles muy comprensivos sobre los archivos MIDI, GarageBand no incluye algunas características de niveles avanzados de edición (DAWs), como los secuenciadores para las pistas de batería. De todas formas, muchas de estas opciones se han ido incorporando sucesivamente en la aplicación. Además, las secuencias de MIDI editadas o creadas en GarageBand no pueden exportarse a otros programas de edición sin convertir primeramente el audio.

### Otros instrumentos
Aunque GarageBand solo ofrezca simuladores específicos para guitarra permite grabar cualquier instrumento real, ya sea a través de micrófono (como la voz, los instrumentos de viento, o de percusión) o conectado directamente en línea (como el bajo u otros instrumentos eléctricos). También ofrece una gran cantidad de parámetros para editar el sonido de estos instrumentos, desde ecualizadores a plug-ins.

### Lecciones de música
Una característica más reciente del programa son las lecciones de música. El usuario puede encontrar lecciones de guitarra y de piano realizadas por diferentes profesionales a través de un video que pueden ser comprados a través del programa. Las lecciones más básicas vienen incluidas en el propio GarageBand.
También podemos encontrar lecciones para aprender canciones específicas, con la ventaja que esta lección la realiza el propio autor de la canción, como por ejemplo Sting (Roxanne, Message in a Bottle, Fragile), Sarah McLachlan (Angel), Norah Jones (Thinking About You), John Fogerty (Proud Mary, Fortune Son, Centerfield), etc.
En los dos tipos de lecciones, un profesor de música presenta la lección, que está en un formato especial que ofrece instrucciones de alta calidad de video y audio. Las lecciones incluyen una guitarra o piano virtual, en la que se muestran las posiciones de los dedos y las notas musicales. Los ejemplos musicales usados en las lecciones son parte de la música popular.
En una Artist Lesson, el profesor de musical es el músico o escritor que ha compuesto la canción que se enseña en la lección. En 2009 apareció la primera lista con:
- Sting (The Police) — "Roxanne", "Message in a Bottle", "Fragile"
- Sarah McLachlan — "Angel"
- Patrick Stump of Fall Out Boy — "I Don't Care", "Sugar, We're Goin' Down"
- Norah Jones — "Thinking About You"
- Colbie Caillat — "Bubbly"
- Sara Bareilles — "Love Song"
- John Fogerty (Creedence Clearwater Revival) — "Proud Mary", "Fortunate Son", "Centerfield"
- Ryan Tedder (OneRepublic) — "Apologize"
- Ben Folds — "Brick", "Zak and Sara"
- John Legend — "Ordinary People"
- Alex Lifeson (Rush) — "Tom Sawyer", "Limelight", "Working Man", "The Spirit of Radio".

Estas lecciones se han ampliado desde el año de su aparición y actualmente cuenta con un total de 22 artistas.

### Loops de audio adicionales
GarageBand incluye un extenso rango de loops de audio pre-diseñados para escoger con la opción de importar sonidos customizados y un pack adicional que se puede comprar en la App Store. Todos los loops tienen opciones de edición y efectos diferentes.

#### Jam Packs
Los Jam Packs han sido juntados en dos paquetes de diseño diferente, los cuales coinciden con las nuevas versiones de iLife. Todos los Jam Packs a la fecha son:
- GarageBand Jam Pack 1: Expansion (incluida en las últimas versiones)
- GarageBand Jam Pack 2: Remix Tools ()
- GarageBand Jam Pack 3: Rhythm Section ()
- GarageBand Jam Pack 4: Symphony Orchestra ()
- GarageBand Jam Pack 5: World Music ()
- GarageBand Jam Pack 6: Voices ()

Hubo además otro pack inicial denominado Jam Pack, que Apple anuló.

#### MainStage 2
MainStage 2 de Apple es un pack adicional que también incluye 40 instrumentos construidos - incluyendo sintetizadores, teclados vintage e instrumentos de percusión - para usar en GarageBand. Además presenta una interfaz para actuaciones en directo e incluye una larga colección de conectores y sonidos.

### Instrumentos de tercera parte y packs de loops de Apple
Además de Apple, muchas otras compañías ofrecen hoy en día instrumentos de software virtuales diseñados especialmente para GarageBand que se venden o se comparten, y las colecciones de Apple Loops intencionadas para los usuarios.
GarageBand también puede utilizar sintetizadores de software de tercera parte que se adhieren las unidades de audio (Core Audio) estándar. De todas maneras, hay limitaciones, incluyendo que los instrumentos de Unidad de Audio que pueden responder a varios canales MIDI o puertos sólo pueden activar el primer canal. Esto significa que los instrumentos de multi-timbre como los Instrumentos Nativos Kontakt y MOTU MachFive, no encajan bien con GarageBand.
Los comerciantes externos también ofrecen loops extra para utilizar en GarageBand. Los usuarios también puede grabar loops customizados a través de un micrófono, un instrumento musical, o utilizando una interfaz de audio conectada físicamente a una guitarra u otro instrumento real y a un Mac u otro aparato iOS.

### Muestras multipista de archivos
En 2005, Trent Reznor, de la banda Nine Inch Nails, liberó el recurso multipista GarageBand para la canción "The Hand That Feeds" para permitir al público experimentar con su música, y a los usuarios de GarageBand hacer mezclas con la canción. También dio permiso para que cualquiera compartiera su mezcla personalizada con el mundo. Desde entonces, Nine Inch Mails ha liberado muchos más archivos de música a Garage Band y algunos otros artistas también, para que el público experimente.
La banda de Nueva Zelanda Evermore también libertó el recurso Multi pista de la canción "Never Let You Go".
Ben Folds liberó "Stems & Seeds", una versión especial de su álbum de 2008, Way to Normal. Esta canción es una versión remasterizada.
Como estos ejemplos, otros artistas han permitido que los usuarios de GarageBand investiguen y creen mezclas con sus temas musicales.

## Limitaciones
Mientras que GarageBand puede ser usado para producir grabaciones de calidad profesional, el software tiene limitaciones que en la práctica hace esto un poco difícil. El tempo y la armadura de clave no pueden ser cambiados en una canción. También está ausente la automatización de efectos, así como también una salida nativa de MIDI.

### Nuevas versiones y sus cambios[1]
La versión 2 de GarageBand introdujo algunas modificaciones de tempo y de altura. La automatización se extendió hacia el volumen de la pista, la posición de paneo, el volumen maestro y la altura maestra. Tanto el audio como el MIDI pueden ser transpuestos. La grabación es extendida a ocho instrumentos reales y un instrumento MIDI a la vez. Se puede importar archivos MIDI.
La versión 3 de GarageBand permite a los usuarios crear podcasts así como también música. Contiene nuevos loops y jingles de tiempo completo. Existe una gran variedad de instrumentos disponibles para ser grabados a través de un teclado en la computadora (incluyendo cuatro tipos de batería (percusión)).
La Versión 10 de GarageBand Introdujo algunas nuevas funciones entre ellas, la posibilidad de acompañar tu música con Bateristas Virtuales a escoger.
Sin embargo, en todas éstas versiones es posible agregar canciones completas, las cuales pueden ser remezcladas o ser usadas en la creación de nuevas canciones, lo cual es conocido como sampling.